# Ectoedemia hispanica
Ectoedemia hispanica là một loài bướm đêm thuộc họ Nepticulidae. Nó là loài đặc hữu của miền đông và miền nam Tây Ban Nha.
Sải cánh dài 6.2-6.8 mm. Adults have been caught in tháng 7.
Unlike most other Nepticulidae species, the larvae mine the bark of their host, rather than the leaves. Không rõ cây chủ là loại cây gì nhưng địa điểm sinh sống của chúng điển hình là nơi có các loài cây Castanea và Quercus suber.

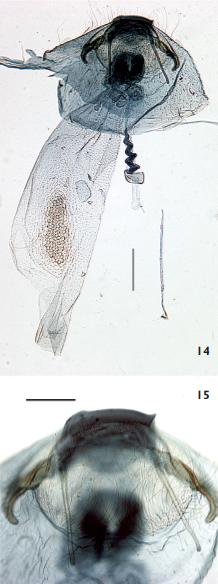
Female genitalia
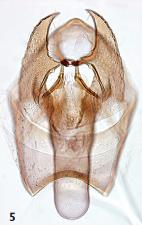
Male genitalia